# Weigela florida
Weigela florida är en tvåhjärtbladig växtart som först beskrevs av Aleksandr Andrejevitj Bunge, och fick sitt nu gällande namn av A. Dc. Weigela florida ingår i släktet prakttryar, och familjen Diervillaceae. Inga underarter finns listade i Catalogue of Life.

## Bildgalleri

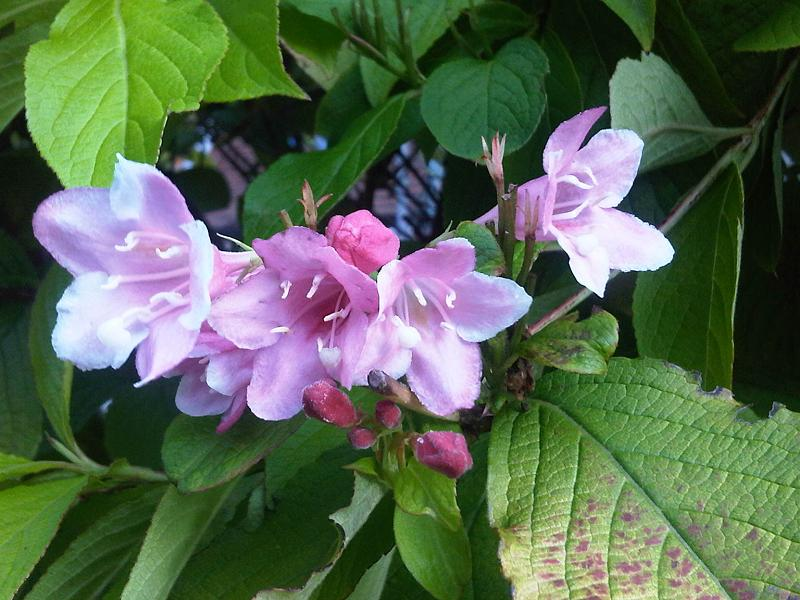
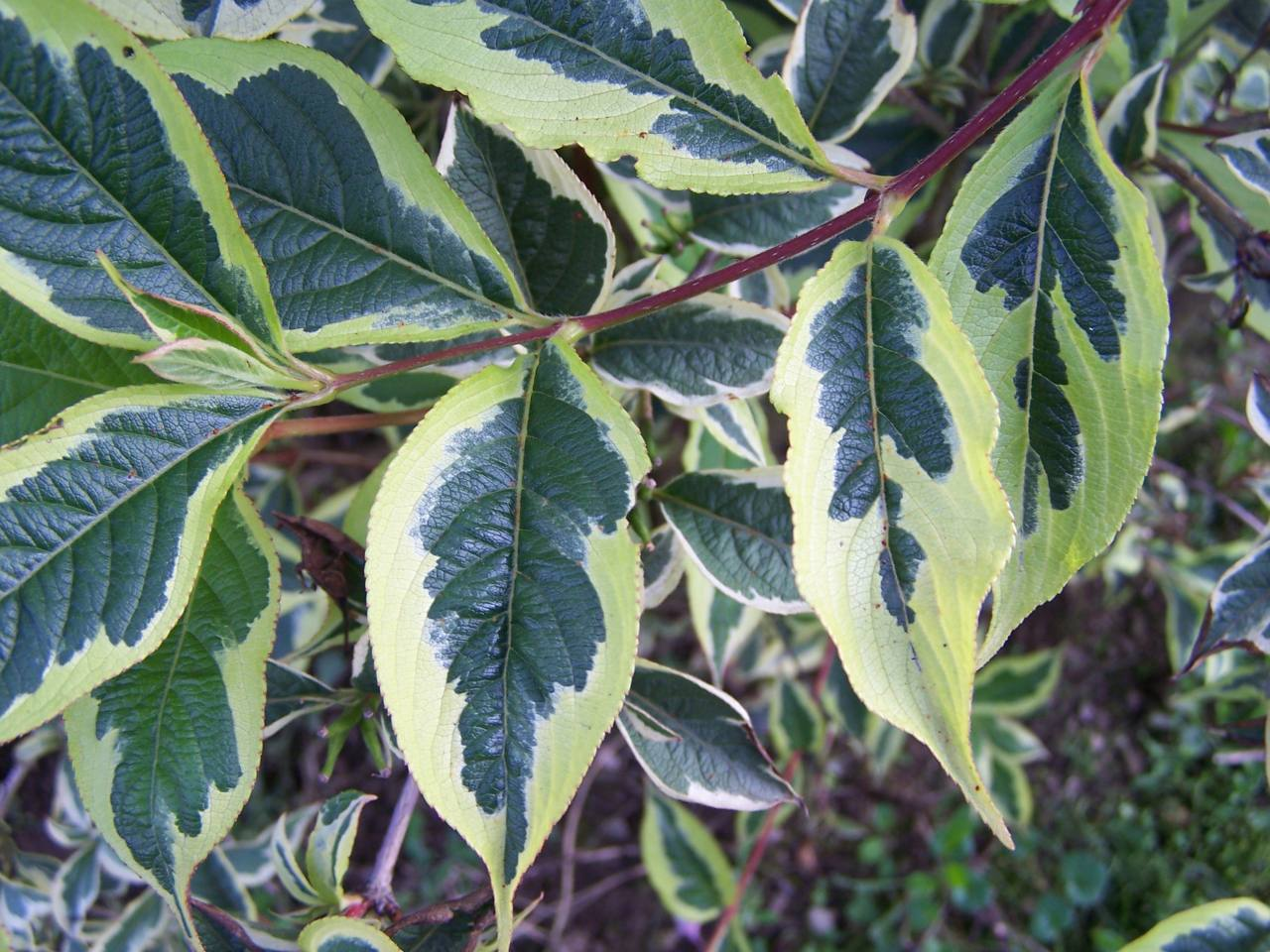